# پرسای پکیده
پَرسای پَکیده (Cirrus spissatus) گونه‌ای ابر پرسا است با ضخامت اپتیکی کافی که هر گاه خورشید پشت آن قرار گیرد خاکستری‌رنگ دیده می‌شود.